# Хочаройахк
Хочаройахк (устар. Хочарой Ахк) — река в России, протекает по Чечне. Устье реки находится в 88 км по правому берегу реки Аргун. Длина реки составляет 17 км.
Площадь водосборного бассейна — 98,7 км².
В долине реки Хочаройахк в 70 км от Грозного вблизи села Ведучи на северных склонах хребта Данедук находится горнолыжный курорт.

## Данные водного реестра
По данным государственного водного реестра России относится к Западно-Каспийскому бассейновому округу, водохозяйственный участок реки — Сунжа от города Грозный до впадения реки Аргун. Речной бассейн реки — Реки бассейна Каспийского моря междуречья Терека и Волги.
Код объекта в государственном водном реестре — 07020001212108200005924.